# Pencksøkkrabbane
Die Pencksøkkrabbane (norwegisch für Penckmuldenrücken, englisch Penck Ledge ‚Pencksims‘) sind, je nach Sichtweise, eine Kette aus Nunatakkern oder ein Gebirgskamm im ostantarktischen Königin-Maud-Land. Sie ragen an der Westseite des Kopfendes der Penck-Mulde auf.
Norwegische Kartographen, die sie auch in Anlehnung an die Benennung der Penck-Mulde benannten, kartierten sie anhand geodätischer Vermessungen und Luftaufnahmen der Norwegisch-Britisch-Schwedischen Antarktisexpedition (1949–1952) und zwischen 1958 und 1959 entstandenen Luftaufnahmen der Dritten Norwegischen Antarktisexpedition (1956–1960). Mittelbarer Namensgeber ist deutsche Geograph Albrecht Penck (1858–1945).